# Anton Schott (sångare)
Anton Schott, född den 24 juni 1846 på slottet Staufeneck i Schwaben, död den 8 januari 1913 i Stuttgart, var en tysk opera- och konsertsångare (tenor).
Schott blev 1865 officer i det württembergska artilleriet, uppträdde 1870 på operan i Frankfurt som Max i Jägarbruden och lade efter kriget 1871 vapnen på hyllan för att helt viga sitt liv åt sångkonsten. Han debuterade redan samma år på operan i München, var 1872–1875 anställd vid Berlinoperan som lyrisk tenor, senare i Schwerin och Hannover som hjältetenor, var 1882 med Angelo Neumanns Wagnersällskap i Italien och gästade därefter utan fast engagemang olika scener och konsertsalar i Europa och Amerika. År 1886 uppträdde han i Köpenhamn, först vid en filharmonisk konsert, senare på kungliga teatern som Lohengrin och Tannhäuser.